# Michałów (gemeente)
De gemeente Michałów is een landgemeente in het Poolse woiwodschap Święty Krzyż, in powiat Pińczowski.
De zetel van de gemeente is in Michałów.
Op 30 juni 2004 telde de gemeente 4925 inwoners.

## Oppervlakte gegevens
In 2002 bedroeg de totale oppervlakte van gemeente Michałów 112,21 km², waarvan:
- agrarisch gebied: 74%
- bossen: 19%

De gemeente beslaat 18,35% van de totale oppervlakte van de powiat.

## Demografie
Stand op 30 juni 2004:
| Omschrijving                   | Totaal | Totaal | Vrouwen | Vrouwen | Mannen | Mannen |
| ------------------------------ | ------ | ------ | ------- | ------- | ------ | ------ |
| eenheid                        | aantal | %      | aantal  | %       | aantal | %      |
| inwoners                       | 4925   | 100    | 2481    | 50,4    | 2444   | 49,6   |
| bevolkingsdichtheid (inw./km²) | 43,9   | 43,9   | 22,1    | 22,1    | 21,8   | 21,8   |

In 2002 bedroeg het gemiddelde inkomen per inwoner 1081,87 zł.

## Aangrenzende gemeenten
Działoszyce, Imielno, Pińczów, Wodzisław